# Mauricius
Maurice Vandamme, dit Mauricius, né à Paris le 24 février 1886 et mort dans la même ville le 28 juin 1974, est un anarchiste individualiste, antimilitariste et néomalthusien français.
Durant un demi-siècle, il contribue à nombre de journaux de la presse libertaire dont L'Anarchie d'Albert Libertad et Ce qu'il faut dire de Sébastien Faure.

## Biographie
Fils de Frédéric Joseph Vandamme et de Pauline Louvet, papetiers, Maurice Frédéric Justin Vandamme est né le 24 février 1886 dans le 18e arrondissement de Paris.
Quand en avril 1905, Libertad crée le journal L'Anarchie, Mauricius en devient un des principaux collaborateurs, et en assumera avec André Lorulot la direction à la mort de Libertad.
Partisan des théories de Thomas Malthus revues par Paul Robin qui substitue à la chasteté volontaire la théorie de la sélection scientifique, Mauricius écrit dans L'Anarchie du 7 janvier 1909 : « Amour-libriste, je considérerais comme déraisonnable de laisser des soucis durables à mes éphémères compagnes. Parce qu’anarchiste je suis néomalthusien, comme je suis propre… ».
Le 23 avril 1949, il se marie avec Benoîte Lagrange dans le 9e arrondissement de Paris.
Il meurt, le 28 juin 1974, dans le 19e arrondissement de Paris. Il est inhumé au cimetière du Père-Lachaise (10e division).

### Apologie de l'illégalisme
En avril 1912, il publie dans L'Anarchie, sous le pseudonyme de Lionel, un véritable panégyrique de Jules Bonnot et de l'illégalisme qui lui vaut, le 5 juillet 1913, une condamnation par défaut à cinq ans de prison et 3 000 francs d’amende. Arrêté, il fait appel et est acquitté en janvier 1914. Revenant sur cet épisode, au soir de sa vie, il a confié à Pierre-Valentin Berthier qui recueille ses mémoires : « Nombreux parmi nous étaient ceux qui pensaient que leurs exploits avaient fait plus de mal que de bien à la cause révolutionnaire, mais il n’était pas question de les désavouer ; d’abord parce que le régime de l’époque, hypocritement libéral, mais résolument affameur, faisait chaque jour vingt fois plus de victimes, ensuite parce que nous ne savions pas, au fond, si leurs actes n’avaient pas un résultat positif en obligeant aussi bien les prolétaires à reconnaître les tares du système que les bourgeois à réfléchir sur ses dangers ».

### Antimilitariste
De 1911 à 1916, Mauricius vit avec Camille Durand à Brive-la-Gaillarde. En avril 1916, il fonde avec Sébastien Faure le journal libertaire pacifiste Ce qu'il faut dire dont il est le gérant sous son nom de Vandamme, du no 1 jusqu’au no 19 inclus daté du 5 août 1916. C'est lui qui fournit les fonds nécessaires à la publication.
Il contribue, à la fin de la guerre, au journal La Mêlée fondé par E. Armand.

### Au pays des Soviets, neuf mois d'aventures
Mauricius fait partie du Groupe Péricat, une petite formation communiste essentiellement parisienne qui n'est pas reconnue par Moscou. Il décide quand même de se rendre en mars 1919 au premier congrès de l'Internationale communiste, sans mandat régulier. Il est ainsi un des premiers français à se rendre dans la Russie soviétique (il y rencontre Victor Serge), expérience dont il témoignera dans son livre : Au pays des Soviets, neuf mois d'aventures.

### Amour libre
En 1922, il édite le journal Cupidon, ayant pour thème la sexualité révolutionnaire, ce qui lui vaut d'être condamné pour « outrages aux bonnes mœurs ».
Après avoir été assistant d'architecte, il obtient un doctorat ès sciences, et se consacre à la recherche médicale et aux propriétés thérapeutiques de l'ozone. Il crée un centre médical spécialisé sur ce sujet.
Pendant la Seconde Guerre mondiale, il noue des relations avec des membres du Parti socialiste clandestin et entre en liaison avec le réseau Libération-Nord, faisant de sa clinique un des points de rencontre fréquentés par la Résistance.
En mai 1968, il déclare être allé à la rencontre des étudiants insurgés, qui ravivent selon lui les idéaux portés par le mouvement individualiste libertaire qu’il ne renie pas au soir de sa vie.

## Citation
« Tous les hommes s’exploitent mutuellement et tous les hommes sont tour à tour exploiteurs et exploités […] Dans la société actuelle […] il n’y a pas d’intérêt de classe… pas de solidarité de classe… pas de lutte de classe », L’Anarchie, no 206, 18 mars 1909.

## Œuvres
Outre de très nombreuses collaborations à la presse libertaire ;
- À bas l’autorité. Suffrage universel ou Anarchie, Paris, s. d., (OCLC 21162061).
- L’Anarchisme, Paris, 1907.
- Le Rôle social des anarchistes, Paris, 1911.
- L’Apologie du crime, Paris, Édition des causeries populaires, 1912, (OCLC 21146599).
- Mon anarchisme : rapport présenté au Congrès de Paris, 15 août 1913, Paris, L'Anarchie, (OCLC 21146673).
- Au Pays des Soviets, neuf mois d’aventures, Paris, Éditions Figuière, 1922, (OCLC 457507016).
- Les Profiteurs de la guerre, Paris, publication mensuelle de Ce qu'il faut dire, no 6, novembre-décembre 1917, (OCLC 21161970), « texte intégral ».

Parus sous la signature de Lionnel d’Autrec et sous celle de Mauricius
- Bobechon, rajeunisseur de vaches, Éditions de l’Épi, 1922.
- Où est la vérité ?, Éditions du Loup,

Sous le nom de C.V. d'Autrec
- Les Charlatans de la médecine, Éditions du Scorpion, 1954

Ouvrage collectif
- E. Armand tel que je l’ai connu, in E. Armand, sa vie, son œuvre, La Ruche ouvrière, 1964.

Articles
- L’eau de jouvence, La Revue anarchiste, no 5, mai 1922, « texte intégral ».
- Variations sur la discipline, La Revue anarchiste, no 6, juin 1922, « texte intégral ».

## Audiovisuel
- Anne Steiner, Les anarchistes, corpus individualistes, Dictionnaire biographique Maitron, Centre d'Histoire Sociale, 15 avril 2014, « voir en ligne ».

#### Notices
- « notice biographique », Dictionnaire biographique, mouvement ouvrier, mouvement social
- « notice biographique », Dictionnaire international des militants anarchistes
- « notice biographique », L'Éphéméride anarchiste
- « notice », René Bianco, 100 ans de presse anarchiste.
- « notice bibliographique », Centre International de Recherches sur l'Anarchisme (Lausanne)